# 塞桑县
塞桑县，一译西山县，是柬埔寨上丁省下辖的一个县。
据1998年人口普查，此县共有11,252人。